# Matrimonio igualitario en Lituania
El matrimonio igualitario en Lituania no es legal, ya que el código civil define matrimonio como "el acuerdo voluntario entre un hombre y una mujer". En el código civil existe también un artículo complementario que prohíbe los matrimonios entre personas del mismo sexo. Asimismo, aunque las uniones civiles no estén legales en el país, las autoridades legislativas salieron al paso del reconocimiento potencial de uniones entre personas de mismo sexo con el artículo 3.229 del código civil si la institución estuviera establecida.
En diciembre de 2005 hubo una propuesta para enmendar la Constitución para prohibir explícitamente los matrimonios entre personas del mismo sexo, proveniente de un miembro conservador del parlamento que ha comenzado a recolectar las firmas necesarias para tal enmienda. Sin embargo, Julius Sabatauskas, presidente de la comisión jurídica del Parlamento, declaró que era innecesario. Algunos miembros del Parlamento opinan que la Constitución de Lituania ya impide los matrimonios entre homosexuales, puesto que indica que «el matrimonio debe ser efectuado con el consentimiento mutuo y libre del hombre y la mujer». El efecto real de esta especificación es desconocido y tiene todavía que ser definido ante el tribunal.